# Norbert Rustowski
Norbert Rustowski vel Bönisch (ur. 22 lutego 1886 w  Karlovacu, zm. 22 grudnia 1968 w Warszawie) – pułkownik saperów Wojska Polskiego, kawaler Orderu Virtuti Militari.

## Życiorys
Urodził się 22 lutego 1886 w Karlovacu, w ówczesnym Królestwie Chorwacji i Slawonii, w rodzinie Ignacego i Matyldy z domu Beniċ.
W 1903 ukończył szkołę średnią i przez kolejne trzy lata studiował w Technicznej Akademii Wojskowej w Wiedniu. W 1906 rozpoczął zawodową służbę cesarskiej i królewskiej Armii. Pełnił służbę w 4 batalionie pionierów w Osijeku na stanowisku oficera kompanii saperów. W 1910 został przeniesiony do 5 batalionu pionierów w Bośni na stanowisko dowódcy kompanii saperów.
W czasie I wojny światowej walczył na froncie włoskim, gdzie był oficerem komendy saperów, a w latach 1915–1916 kierownikiem składu saperskiego nr 1. W 1918 objął stanowisko kierownika referatu technicznego 4 Generalnej Komendy Wojskowej we Lwowie.
Pod koniec 1918 we Lwowie został przyjęty do Wojska Polskiego i przydzielony do batalionu saperów Grupy Operacyjnej gen. Jędrzejewskiego. W 1919 wziął czynny w obronie Lwowa. Dzięki jego staraniom i zabiegom przy ufortyfikowaniu Lwowa, wojska pomyślnie broniły miasta aż do nadejścia oddziałów armii gen. Hallera, z którą rozpoczęto ofensywę. 21 lutego 1920 został przeniesiony z VI batalionu saperów do V batalionu saperów na stanowisko dowódcy batalionu. W drugiej połowie 1920, jako szef inżynierii i saperów 6 Armii, znakomicie zorganizował i kierował pracami saperskimi na terenie Galicji Wschodniej przy odbudowie 11 mostów kolejowych, 20 mostów drogowych, zwężaniu toru rosyjskiego i przygotowaniu go do ruchu pociągów własnych oraz rozbudowie umocnień polowych.
W 1921 był szefem inżynierii i saperów w Inspektoracie Armii Nr IV w Krakowie. Z dniem 20 sierpnia 1922 został przeniesiony z 6 do 5 pułku saperów. W listopadzie 1922 został zatwierdzony na stanowisku dowódcy 5 pułku saperów w Krakowie. W lipcu 1924 został wyznaczony na stanowisko szefa inżynierii i saperów w Dowództwie Okręgu Korpusu Nr V w Krakowie, lecz ostatecznie objął stanowisko szefa inżynierii i saperów w Dowództwie Okręgu Korpusu Nr IX w Brześciu. Na tym stanowisku wniósł duże zasługi w odbudowę obiektów Twierdzy Brzeskiej. 12 marca 1929 został zwolniony ze stanowiska szefa 9 Okręgowego Szefostwa Saperów i pozostawiony bez przynależności służbowej z równoczesnym oddaniem do dyspozycji dowódcy Okręgu Korpusu Nr IX. W 1929 został przeniesiony w stan spoczynku ze względu na stan zdrowia. Pozostaje na ewidencji PKU Warszawa Miasto III w Korpusie Oficerów Inżynierii i Saperów, przewidziany do użycia w czasie wojny. Zmarł w Warszawie 22 grudnia 1968. Został pochowany na cmentarzu Ewangelicko-Augsburskim w Warszawie, sektor AL25, rząd 1, nr 31.

## Awanse
- major – 30 lipca 1920 zatwierdzony z dniem 1 kwietnia 1920, w korpusie inżynierii i saperów, w „grupie byłej armii austro-węgierskiej”[16][17]
- pułkownik – 3 maja 1922 zweryfikowany ze starszeństwem z dniem 1 czerwca 1919 i 27. lokatą w korpusie oficerów inżynierii i saperów[18][19]

## Ordery i odznaczenia
- Krzyż Srebrny Orderu Wojskowego Virtuti Militari nr 8171 (4 sierpnia 1922)[20][21]
- Krzyż Walecznych (trzykrotnie, 1921)[21][22][23]
- Medal Pamiątkowy za Wojnę 1918–1921[2]
- Medal Dziesięciolecia Odzyskanej Niepodległości[2]

## Opinie
- „Wybitny oficer sztabowy saperów, nadaje się wybitnie na Szefa Inżynierów i Saperów przy Armii, posiada pod tym względem dużo rutyny z czasów ostatniej wojny, pracuje dużo nad sobą. Element na najwyższe stanowiska techniczne. 1928 Inspektor Armii  /-/ gen. bryg. Józef Robak -